# Kita-ku (Okayama)
Kita (北区 Kita-ku?) es un barrio de la ciudad de Okayama, en la prefectura de Okayama, Japón. En junio de 2019 tenía una población estimada de 311.297 habitantes y una densidad de población de 691 personas por km². Su área total es de 450,70 km².

## Demografía
Según los datos del censo japonés, esta es la población de Kita en los últimos años.
| Año del censo | Población |
| ------------- | --------- |
| 2005          | 295.158   |
| 2010          | 302.685   |
| 2015          | 309.484   |